# 気体検知管
気体検知管（きたいけんちかん）は、例えば空気中の酸素や二酸化炭素など、気体の濃度を測定するための測定器である。対象とする気体に対して変色反応を示す検知剤をガラス管などに充填(じゅうてん)し、両端を熔封して、表面に濃度目盛を印刷したもの。検知管の両端を専用の器具で折り取り、専用の気体採取器を用いて気体を通気させて測定する。

## 検知管の種類
- 酸素用検知管 - 青色の検知管である。濃度を測った後に触ると熱くなっている。6 - 24%測れる。
- 二酸化炭素用検知管 - 黄色と赤色の検知管がある。黄色の検知管は0.03 - 1.0%測れる。赤の検知管は0.5 - 8%まで測れる。

## 使い方
1. チップホルダで検知管の両端を折り取る。
2. 矢印の向きに気体が流れるよう検知管の向きを確かめて、カバーゴムをつけ、気体採取器にさしこむ。
3. 測りたい空間に検知管を向け、検知管を取り付けた気体採取器のハンドルを引く。
4. 製品ごとに決められた時間、そのままの状態で待つ。
5. 検知管を取り外して、色が変化したところの目盛りを読む。